# Henry May
Henry May (ur. 13 lutego 1816 w Waszyngtonie, zm. 25 września 1866 w Baltimore, Maryland) – amerykański prawnik i polityk.
W dwóch różnych okresach reprezentował stan Maryland w Izbie Reprezentantów Stanów Zjednoczonych. W latach 1853–1855 przez jedną kadencję Kongresu Stanów Zjednoczonych był przedstawicielem piątego okręgu wyborczego jako polityk Partii Demokratycznej. W latach 1861–1863 również przez jedną kadencję Kongresu jako unionista był przedstawicielem czwartego okręgu wyborczego w Maryland.